# Personaggi di Shaman King

I protagonisti nella serie anime del 2001. Da sinistra: Lyserg, Faust, Horo Horo, Silva, Anna, Yoh, Manta, Ren, Ryu, Tamao e Choco. In secondo piano da destra gli spiriti custodi Bason e Amidamaru

Questa pagina contiene informazioni relative a i personaggi di Shaman King

## Principali
Yoh Asakura (麻倉 葉?, Asakura Yō)
Doppiato da: Yūko Satō (serie 2001), Yoko Hikasa (serie 2021) (ed. giapponese), Simone D'Andrea (serie 2001), Tommaso Zalone (serie 2021), Annalisa Longo (serie 2021, da bambino) (ed. italiana)
Protagonista della storia, è un giovane quattordicenne semplice, amante della tranquillità. Nato in un'antica e potente stirpe di sciamani giapponesi, è in grado di vedere e controllare gli spiriti. Le sue agilità e prontezza di riflessi sono superiori a quelle di un normale essere umano. In combattimento, il ragazzino è generalmente affiancato da Amidamaru, che diventa il suo spirito custode. Nel primo scontro con Ryu, usa, come arma, la Sotoba, una listella di legno su cui sono incise scritture sacre, solitamente posta dietro le pietre tombali. In seguito, l'Harusame, ossia la katana anticamente forgiata da Mosuke per Amidamaru, migliore amico dello spirito, custodita nell'archivio storico di Fumbarigaoka; Yoh la combina con la Futsuno Mitama no Tsurugi, che ha l'aspetto di una spada di roccia ma è leggerissima. Nel corso degli eventi, Yoh scopre dal padre che Hao, l'antagonista principale della storia, è suo fratello gemello. Il malvagio vuole impossessarsi della sua anima per catturare lo Spirit King. Yoh è nato il 12 maggio ed è del segno zodiacale del Toro. Il suo gruppo sanguigno è A.
Anna Kyoyama (恐山 アンナ?, Anna Kyōyama)
Doppiata da: Megumi Hayashibara (ed. giapponese), Emanuela Pacotto (ed. italiana)
Protagonista femminile della storia, è la fidanzata di Yoh e sua promessa sposa. Lo allena duramente: se lui diventerà Shaman King, le chiederà di sposarlo e lei sarà la Regina degli Sciamani. Anna tiene molto a Yoh, anche se si dimostra forte e autoritaria. È una medium, capace di richiamare gli spiriti grazie alle perle della sua collana. È anche una reishi, un essere capace di leggere nel pensiero delle persone. Per questo quando era piccola il suo cuore era pieno di odio e lei era in grado di creare dei demoni, gli Oni. Yoh l'ha salvata, ma nell'anime del 2001 la storia è diversa: la medium ha aiutato il protagonista distruggendo degli spiriti malvagi, e in cambio si è fatta promettere da lui che l'avrebbe sposata. Inoltre il "vero" potere di Anna non viene mai rivelato, ma sappiamo che con esso riesce a sconfiggere l'Over Soul Kobaku di Hao e a schiaffeggiare il gemello di Yoh.
Manta Oyamada (小山田 まん?, Oyamada Manta)
Doppiato da: Inuko Inuyama (ed. giapponese), Patrizia Scianca (ed. italiana)
Apre il manga e funge da osservatore razionale degli eventi. Manta è il migliore amico di Yoh, ed è un ragazzino brillante molto interessato allo studio, tanto da portarsi sempre con sé la sua fidata enciclopedia. È il rampollo della famiglia Oyamada, che possiede la omonima multinazionale di elettronica. Nonostante la sua bassa statura (sebbene impossibile a livello anatomico, viene indicata come 80 cm), ha anche lui quattordici anni, ed è nato il 5 settembre, perciò è del segno della Vergine. Il suo gruppo sanguigno è 0 e il suo piatto preferito la lingua stufata di bue. Manta frequenta l'Istituto Privato Shinra insieme a Yoh e, in seguito, Anna. Appare spesso come un fifone, timido e decisamente nervoso (una sua gag è il modo esagerato in cui reagisce a ogni novità riguardante Yoh), ma ha dimostrato molte volte di essere coraggioso.
Sebbene nel manga sia solo in grado di vedere gli spiriti, nella puntata I cattura spiriti dell'anime Manta viene posseduto da Mosuke, il vecchio amico di Amidamaru. In un'altra puntata seguente, quindi, Manta riesce a usare l'Over Soul (forma spirito) usando come arma un martello e come spirito Mosuke, dimostrando di avere capacità sciamaniche.
Ren Tao (道 蓮?, Dào Lián, Len Tao nell'edizione italiana dell'anime del 2001)
Doppiato da: Romi Park (ed. giapponese), Patrizio Prata (serie 2001), Renata Bertolas (serie 2001, da bambino, ep. 19), Loredana Foresta (serie 2001, da bambino, ep. 20), Mosè Singh  (serie 2021) (ed. italiana)
È uno sciamano proveniente dalla Cina, uno dei pochi rimasti della famiglia Tao. Suo padre (che nella versione italiana dell'anime del 2001 è invece suo zio) lo ha cresciuto con ideali di odio e di vendetta risalenti a molte generazioni addietro quando la famiglia fu tradita e cacciata dalle città. Ren ha un tatuaggio sulla schiena, che dimostra che lui è il prescelto della famiglia Tao per affrontare lo Shaman Fight, ma con la rabbia inculcatagli da suo padre e da quel tatuaggio lui non riesce a scoprire il suo enorme potenziale, finché un giorno in un combattimento contro Yoh Asakura capisce che per tutti quegli anni la rabbia gli ha annebbiato il potere rendendolo schiavo del pensiero di suo padre, e la scomparsa del tatuaggio simboleggia la perdita della sua malvagità.
Ren ha due armi: la Kwan-dao, una particolare Naginata apribile composta da vari tubi d'acciaio collegati con una catena, e la spada del Tuono, detta Horaiken in giapponese, cimelio di famiglia che controlla i fulmini e che gli attesta il potere sulla famiglia Tao. Il suo spirito, Bason, è un antico generale cinese esperto in ogni tipo di arma e fedele alla famiglia Tao; oltre a essere forte, rispetta moltissimo il suo padrone. Ren ha un carattere molto orgoglioso e a volte scontroso, ma una volta divenuto amico di Yoh e degli altri dimostra un grande senso di giustizia e lealtà verso i suoi amici.
Winfrey Widjijanto di Honey's Anime ha classificato Ren come il terzo miglior personaggio della serie. Anthony Mazzuca di CBR ha classificato Ren come uno dei migliori cinque sciamani della serie. Cecilia Riviere dello stesso sito ha classificato Ren come il terzo personaggio più potente della serie.
Ryunosuke "Ryu" Umemiya (竜之介・梅宮?, Umemiya Ryūnosuke)
Doppiato da: Masahiko Tanaka (ed. giapponese), Gianluca Iacono (ed. italiana)
Conosciuto anche come "Il Drago con la Spada di Legno" è un teppista di strada incontrato da Yoh e Manta nel primo capitolo. È il capo di un piccolo gruppetto chiamato "I senza uscita", ama vestirsi con abiti appariscenti con colletti viola e capelli alla Elvis Presley, che lui soprannomina "ultraciuffo a banana", che finiscono regolarmente tagliati a metà e risistemati in pettinature diverse in numerosi scontri. Inizialmente adopera come arma una Bokken, la classica spada di legno giapponese usata anche dagli Yakuza negli scontri tra bande. Dopo essere stato sconfitto da Yoh inizierà a considerarlo una specie di "maestro", anche se lo stesso Yoh gli rivela di non essere neanche in grado di addestrare sé stesso in quanto pigro e svogliato. Ryu allora si fa addestrare dal nonno di Yoh e ottiene così il controllo sullo spirito del bandito Tokageroh, inizialmente nemico di Amidamaru e poi suo valido alleato.
Successivamente parteciperà assieme a Yoh allo Shaman Fight, diventando tra l'altro molto forte, al pari dei compagni di Yoh (a esclusione ovviamente di quest'ultimo e probabilmente di Ren). È l'unico della squadra di Yoh che non è interessato a diventare Shaman King, bensì a fare in modo che Yoh lo diventi.
Horo Horo (ホロホロ?, Horo Horo, vero nome Horokeu Usui)
Doppiato da: Yūji Ueda (ed. giapponese), Luca Bottale (ed. italiana)
È un giovane ragazzo appartenente alla tribù Ainu, che vive nelle Isole al Nord del Giappone, popolate anche da molti piccoli spiriti chiamati Koropokkuru (Minuziani nell'adattamento italiano dell'anime del 2001). Infatti vive nelle foreste del nord dello Hokkaidō e partecipa al torneo degli sciamani per poter salvare queste foreste e salvare così i Koropokkuru. Il suo spirito custode è appunto una Koropokkuru di nome Kororo (コロロ?). Nel manga Horo Horo diventa il terzo più forte sciamano che controlla gli elementi. Inizialmente diventa amico di Yoh, che aiuta a salvare l'altro amico Ren Tao (con cui spesso è in conflitto, ma i due sono molto attaccati).
Ha molte tecniche che comprendono l'utilizzo del ghiaccio e combatte con lo snowboard e poi con un cimelio datogli dalla sorella di nome Pirika.
Un terribile segreto avvolge questo personaggio, segreto che sarà rivelato solo durante il combattimento con Kalim: anni prima fu costretto a rifiutare l'amicizia con l'unica ragazza che abbia mai amato a causa delle divergenze con le proprie famiglie (la famiglia della ragazza stava costruendo una diga "rubando" il territorio ai Koropokkuru), e ciò portò alla morte della ragazza stessa. Solo quando Horo Horo racconta finalmente questa storia Kororo rivela la sua vera forma, ovvero Damuku, l'unico amore di Horo Horo, che rifiutatasi di raggiungere il nirvana divenne una Koropokkuru.
Winfrey Widjijanto di Honey's Anime ha classificato Horo Horo come il quinto miglior personaggio della serie. Cecilia Riviere di CBR ha classificato Horo Horo come il quarto personaggio più potente della serie.
Johann Faust VIII (ファウストVIII世?, Fausuto Hassei)
Doppiato da: Takehito Koyasu (ed. giapponese), Daniele Demma (serie 2001), Dario Sansalone (serie 2021) (ed. italiana)
È uno sciamano tedesco molto potente. È anche un negromante (stregone del cimitero nell'edizione italiana dell'anime del 2001), cioè ha la capacità di animare i morti, e un brillante medico. Ha circa trent'anni, e il suo gruppo sanguigno è "A". Ha un aspetto piuttosto inquietante, come Manta gli dice spesso, magro fino all'inverosimile, pallidissimo, con i capelli biondi e gli occhi blu elettrico. È molto alto, e ha perennemente le borse sotto gli occhi e le labbra blu/viola. Ha inoltre una parte del torace e del petto grigio. È un discendente del terribile Dottor Faust, (personaggio di una reale leggenda tedesca) che nel tardo medioevo cercava di ottenere l'immortalità, facendo orribili esperimenti sugli esseri umani. Faust VIII ha infatti imparato l'arte della negromanzia dal libro del suo avo.
Quando compare, è un uomo molto crudele, folle e, a detta di Silva, "famoso per la sua estrema cattiveria". Infatti, rapisce Manta e lo tortura con i suoi poteri di negromante per far infuriare Yoh e batterlo, cosa in cui riuscirà. Durante il duello, però, rivela al giovane Asakura, Anna e Manta la sua triste storia. Aveva amato alla follia una giovane donna malata terminale, Elisa. Tuttavia, da brillante medico qual era, era riuscito a curarla e i due avevano aperto una clinica insieme. Ma dopo un breve periodo di felicità, un ladro penetrò nella clinica e uccise Elisa. Da allora, Faust è ossessionato da lei, che è diventata il suo spirito custode, e vuole diventare Shaman King per riportarla in vita.
È stato questo triste evento a renderlo malvagio e vendicativo. Tempo dopo aver battuto Yoh, non riuscendo a trovare Dobey Village avvicina Anna, che con Manta e Tamao sta raggiungendo il gruppo di Yoh, per farle una proposta difficile da rifiutare. Prendendo come ostaggio Manta ma mantenendo una fredda calma invece di dimostrare ira per non essere riuscito ad uccidere Yoh, promette alla medium di essere fedele al giovane Asakura in cambio del suo aiuto per trovare il villaggio. Evoca con i suoi poteri di medium Elisa, e da quel momento i due possono comunicare come gli altri sciamani con i loro spiriti custodi. Così, tutti capiscono che in realtà Faust è un uomo buono, leale e affabile e lui ed Elisa si uniranno alla squadra di Yoh. Faust si dimostrerà un amico fedele per tutti, in particolare per Yoh, e le sue doti di medico saranno fondamentali per i suoi compagni. Nonostante il "brusco" modo con cui lo ha trattato nel loro primo incontro, si dimostra particolarmente affezionato a Manta. Nel manga, dapprima perde le gambe e poi viene ucciso per salvare gli amici, ma nell'anime del 2001 tutto questo non accade.
Lyserg Diethel (ダイゼル リゼルグ?, Rizerugu Daizeru)
Doppiato da: Yōko Sōmi (ed. giapponese), Davide Garbolino , Giuliana Atepi (serie 2021, da bambino) (ed. italiana)
Viene incontrato durante una sosta a un villaggio dove cerca avversari forti in modo che si alleino con lui per sconfiggere Hao, che uccise i suoi genitori quando lui aveva solo 6 anni. Infatti da allora ha solo una scopo: vendicare la loro morte uccidendo Hao. Suo padre, un grande detective, gli insegnò l'arte della rabdomanzia e lui adesso vuole seguire le sue orme. Il suo spirito custode è Morphin (モルフィン?, Morufunn), una fata che viene tramandata da generazioni e generazioni dalla sua famiglia.
Morphin si fonde nel pendolo rabdomante facendo diventare quest'ultimo un'arma molto potente a favore di Lyserg. Poco dopo aver incontrato Yoh e compagni, il ragazzo non crederà più negli ideali di amicizia di Yoh e deciderà di allearsi con gli X-Laws per sconfiggere ed eliminare definitivamente Hao, ma nel finale capirà che la vendetta non è tutto e che i metodi degli X-Laws sono troppo egoisti e violenti. Così, nonostante il suo cattivo comportamento in passato (non si era fatto scrupolo di aiutare gli X-Laws a tentare di uccidere molti sciamani, compresa la stessa squadra di Yoh) Yoh e compagni lo perdoneranno e lui verrà riaccettato nella squadra Asakura, ritrovando i vecchi amici e conoscendo Chocolove e Faust.
Cecilia Riviere di CBR ha classificato Lyserg come il nono personaggio più potente della serie. Anthony Mazzuca dello stesso sito ha classificato lo scontro tra gli X-Laws e la squadra di Hao come il peggiore della serie.
Chocolove (チョコラブ・マクダネル?, Chokorabu Makudaneru)
Doppiato da: Motoko Kumai (ed. giapponese), Luca Sandri (serie 2001), Stefano Pozzi (serie 2021) (ed. italiana)
Viene incontrato per la prima volta da Yoh e dai suoi amici al villaggio dei Pache nel volume 12; è uno sciamano nero, con una pettinatura afro, il suo spirito è Mic (ミック?, Mikku) il giaguaro, ed è un aspirante comico, nonostante le sue battute non facciano affatto ridere tranne che in rarissimi casi. Quando era molto piccolo il giorno di Natale un ladro entrò in casa sua, e uccise i suoi genitori, da allora ha fatto parte degli Shaft, una banda di strada, di cui è diventato il capo anche per il fatto che non esitava a uccidere chiunque gli fosse a tiro.
Nonostante tutto però il suo animo non è malvagio, infatti si disperava continuamente per quello che faceva; il giorno di Natale incontrò un vecchio sciamano indios con il quale instaurò subito un rapporto molto sincero e affettuoso (è proprio da lui che ha appreso quell'umorismo e l'amore per le sciocche battute che si porta appresso). Adesso partecipa allo Shaman Fight nella squadra di Ren per portare avanti l'opera del suo maestro, cioè "salvare il mondo con il vento delle risate". Nell'anime del 2001 non viene raccontato il violento passato di Chocolove, e tutto parte dal suo incontro con lo sciamano.
Hana Asakura (麻倉 花?, Asakura Hana)
Hana, o Ann, è il protagonista della storia sequel e il figlio di Yoh e di Anna, che è stato concepito quando erano minorenni, lui, probabilmente, di meno di 16 anni, lei un po' più piccola. Ha 6 anni, è uno sciamano e possiede la Futsuno Mitama no Tsurugi di Yoh, quella che nella nostra versione dell'anime è nota come Cimelio o Spada Cremisi. Vive a Funbari Onsen con Tamao, ora diciannovenne, che si prende cura di lui mentre il padre e la madre del bambino sono via. Hana non conosce chi siano i suoi veri genitori. Dopo la rivelazione di Tamao, crede che lei sia sua madre; la ragazza gli nasconderà la verità solo fino a quando Yoh e Anna torneranno. Il piccolo Asakura, insieme a Ryu, vuole radunare i cinque Guerrieri Leggendari, di cui fa parte il padre. Ne "L'epoca di Hana" di Mentalitè, Hana è cresciuto e ha 13 anni. È molto aggressivo. Ne Il poema di Funbari il suo spirito custode non compare, ma nello speciale Mentalité il ragazzino è protetto da Amidamaru, lo spettro che affianca suo padre in Shaman King.
E doppiato da Cinzia Massironi

## Squadra di Hao
Hao Asakura (麻倉 葉王?, Asakura Hao)
Doppiato da: Minami Takayama, Hiroki Nanami (serie 2021, Heian), Hikaru Midorikawa (Patch) (ed. giapponese), Massimo Di Benedetto, Alessandra Karpoff (serie 2001, neonato), Paolo Sesana (serie 2021, Patch) (ed. italiana)
È il principale antagonista della serie nonché fratello gemello malvagio di Yoh, nel tempo in cui si svolgono le avventure narrate nel manga. Hao, in realtà, è nato 1000 anni prima di questo periodo e inizialmente non era malvagio, anzi cercava quando poteva di aiutare gli altri. Temuto e considerato però da tutti un demonio a causa del suo potere, iniziò pian piano a odiare il genere umano, accusandolo di star distruggendo la natura e quindi che era diventato necessario distruggerlo. Venne però fermato dai suoi parenti che, resisi conto dei suoi piani, lo uccisero salvando il mondo.
Nel frattempo, però, Hao aveva conquistato tutte e 5 le punte della Stella (Fuoco, Acqua, Metallo, Terra e Legno), acquisendo la tecnica del Taizanfukun no Sai con la quale può ora reincarnarsi ogni 500 anni in uno sciamano. Questa volta si è reincarnato, tornando nella propria famiglia di origine, nel grembo di Keiko Asakura la madre di Yoh. Come il gemello, è nato il 12 maggio e il suo gruppo sanguigno è A.
Le vicende che hanno portato Hao dalla parte del male, sono più approfonditamente descritte nel volume speciale intitolato Mappa Douji. Quando era ancora piccolo, Hao assistette all'assassinio della madre, Asano. L'evento lo sconvolse profondamente, portandolo a meditare piani di vendetta. Poco dopo incontrò il demone Ohachiyo che, dopo averlo definito un "Mappa Douji", cioè un bambino che vuole uccidere gli esseri umani, gli donò i propri poteri unendosi a lui e dandogli così la forza di uccidere l'assassino di sua madre, vendicandosi ma anche rendendolo il pericoloso sciamano che vuole dominare il mondo ed eliminare gli umani, diventare il re degli sciamani e catturare lo Spirit King.
In un sondaggio sulla popolarità di Shaman King risalente al 2018, Hao è stato votato come il secondo personaggio più popolare della serie. Winfrey Widjijanto di Honey's Anime ha classificato Hao come il secondo miglior personaggio della serie. Anthony Mazzuca di CBR ha classificato Hao come uno dei migliori cinque sciamani della serie. Cecilia Riviere dello stesso sito ha classificato Hao come il personaggio più potente della serie.
Luchist Lasso (ラキスト・ラッソ?, Rakisuto Rasso)
Doppiato da: Katsuyuki Konishi (serie 2001) (ed. giapponese), Massimiliano Lotti (serie 2021) (ed. italiana)
Fondatore ed ex leader degli X-Laws, Luchist è di gran lunga uno dei potenti sciamani del gruppo di Hao. Luchist è il principale rivale di Marco Lasso. Apparentemente, i due erano migliori amici intimi nel loro passato. Tuttavia, quando arrivò Hao, le loro vite sono cambiate per sempre.
Opacho (オパチョ?, Opacho)
Doppiata da: Megumi Hayashibara (serie 2001) (ed. giapponese), Loredana Foresta (serie 2001), Sabrina Bonfitto (serie 2021) (ed. italiana)
È la più fedele dei seguaci di Hao. Era una bambina malnutrita in Sudafrica e stava per morire di fame. Tuttavia, Hao l'ha trovata per poi salvarla prima che gli avvoltoi potessero finirla. Grazie alla sua esperienza di pre-morte, forti poteri sciamanici si risvegliarono dentro di lei. Successivamente è stata adottata e cresciuta da Hao. Hao cercava di chiamarla "Ohachiyo" (in memoria del suo primo amico), ma poiché non riusciva a pronunciarla, si definì "Opacho", e alla fine il suo nome fu cambiato.
Kanna Bismarch (カンナ・ビスマルク?, Kanna Bisumaruku)
Doppiata da: Yoko Soumi (serie 2001), Saki Endo (serie 2021) (ed. giapponese), Donatella Fanfani (serie 2001), Tania De Domenico (serie 2021) (ed. italiana)
È una seguace di Hao e la leader del Team "Hana-Gumi. Kanna è piuttosto seria e irascibile. È nata in Germania. È definita signore degli ectoplasmi. Il suo spirito custode e Ashcroft e lo manovra con il fumo delle sigarette che per lei sono indispensabili.
Matilda Matisse (マチルダ・マティス?, Machiruda Matisu)
Doppiata da: Tomoe Hanba (serie 2001), Wakana Kingyo (serie 2021) (ed. giapponese), Jolanda Granato (serie 2001), Veronica Cuscusa (serie 2021) (ed. italiana)
Matti è una delle uniche tre ragazze che seguono Hao, il suo spirito è una zucca di nome Jack, il suo veicolo è una bambola zucca. Il suo modo di vestire ricorda molto una strega, porta con se anche una scopa di saggina. Quando iniziò a mostrare i poteri da bambina, i suoi genitori si spaventarono e non vollero più vederla, lei corse via e incontrò Jack in una casa abbandonata dove fu, successivamente, reclutata da Hao. Nell'Hana Epoch lavorerà con le altre due come cameriera nel Funbari Honsen degli Asakura sotto il comando di Tamao.
Marion Phauna (マリオン・ファウナ?, Marion Fauna)
Doppiata da: Michiko Neya (ed. giapponese), Kei Shindō (ed giapponese), Francesca Bielli (ed. italiana)
Marion è calma e pensa che la maggior parte delle cose nella vita siano piuttosto noiose. Nonostante il suo aspetto cupo, è una ragazza molto emotiva e odia le persone che la chiamano strega. Ammira Hao, e come la maggior parte dei suoi gli è estremamente fedele. Il suo spirito custode è Chuck.

## X-Laws
Iron Maiden Jeanne (アイアンメイデン・ジャンヌ?, Aian Meiden Jannu, Donna di Ferro nell'edizione italiana dell'anime del 2001)
Doppiata da: Yui Horie (ed. giapponese), Giulia Franzoso (serie 2001), Laura Cherubelli (serie 2021) (ed. italiana)
È una ragazzina orfana, di appena 13 anni, dall'aspetto delicato, con lunghissimi capelli argentati e occhi di color rosso fuoco. Originaria della Francia, più precisamente di Mont Saint-Michel, da piccola venne trovata da Marco e Luchist, che le fecero intraprendere il suo addestramento, divenendo, poi, il capo degli X-Laws.
Il suo spirito è Shamash (シャマシュ?, Shamashu), uno spirito di grado divino, il dio della giustizia del codice di Hammurabi, la prima legge degli esseri umani. Il suo Furyoku è elevatissimo, circa 500.000, donandole automaticamente il titolo di sciamano di grado divino. Vive continuamente dentro una vergine di ferro, tranne quando deve combattere; il suo stile di combattimento riguarda gli strumenti di tortura, soprattutto quelli di origine medievale; fra i più usati vi sono la sedia dell'inquisizione, la ghigliottina e la molatrice di testa e ginocchia. Fra i suoi tanti poteri possiede inoltre la capacità di rigenerazione, il che le consente di riportare in vita i morti, purché i corpi siano in buone condizioni. Il suo scopo è portare la giustizia nel mondo ed è per questo motivo che vive nella vergine di ferro, sottoponendosi a diverse torture: salvare il mondo portandone sul corpo tutti i mali. Viene ben presto accecata da questa visione a ciò la porta a compiere atti orribili pensando di essere nel giusto; sarà grazie a Yoh che rivedrà i suoi metodi e allargherà la sua visione delle cose.
Marco Lasso (マルコ・ラッソ?, Maruko Rasso)
Doppiato da: Akimitsu Takase (serie 2001) (ed. giapponese), Yūichi Nakamura (serie 2021) (ed. giapponese), Claudio Beccari  (ed. italiana)
È il capitano degli X-laws e cerca di fermare il mondo da Hao. Il suo Arcangelo si chiama Michelangelo. Come la maggior parte dei suoi compagni, Marco è estremamente fedele a Jeanne e non si fermerà davanti a nulla per portare gli ideali di Jeanne a un mondo libero dalla corruzione e dal male. Sostiene che quelli che si uniscono agli X-Laws sono considerati buoni altrimenti non varrebbero nulla. Era l'unico a sopravvivere per il finale; in seguito ha affrontato Luchist in finale dove, secondo Lyserg, si sono uccisi a vicenda.

## Tribù dei Patch
Goldva (ゴルドバ?, Gorudoba)
Doppiato da: Reiko Suzuki (ed giapponese), Riccardo Rovatti (serie 2001), Caterina Rochira (serie 2021) (ed. italiana).
È il capo dei dieci officianti e organizzatrice principale dello Shaman Fight e rimane completamente neutrale per tutto il torneo. Il suo fantasma guardiano è un uccello totem chiamato Big Chief, con il suo medium che è Goldva stessa.Goldva attualmente custodisce la sala del trono del Re Sciamano, come tutti i capi precedenti prima di lei. Nella versione americana dell'anime del 2001 è un maschio.
Silva (シ?, Shiruba)
Doppiato da: Hikaru Midorikawa (ed. giapponese), Paolo Sesana (ed. italiana)
È un membro dei dieci officianti, senza contare che è il responsabile di Yoh. Si scontra con lui all'inizio dello Shaman Fight e una volta sconfitto, gli consegna il suo Oracle Bell. Sebbene nel loro primo scontro Yoh abbia la meglio, in realtà Silva non ha usato il suo reale potenziale. Fin dall'inizio l'officiante dimostra un forte attaccamento al giovane sciamano, aiutandolo ben oltre il consentito dal regolamento. Un esempio lampante è durante lo scontro con Faust, in cui Silva cerca di convincere Anna a far desistere Yoh dallo scontro, perché secondo indiscrezioni, il suo prossimo avversario è troppo forte e il ragazzo rischia di perdere la vita.
Paradossalmente, se con Yoh, Silva ha un rapporto amichevole, nei confronti del fratello di questo, Hao, il suo atteggiamento è opposto. Questo perché in passato Hao si reincarnò in un antenato di Silva rubando uno dei Cinque Spiriti Naturali e nello specifico Spirit of Fire. Tale fatto ha lasciato un forte senso di colpa nell'animo di Silva, tanto che inizialmente tenta di far intervenire gli officianti contro la caccia delle anime di Hao, ma senza successo.
In seguito tenterà perfino di rubare i rimanenti quattro spiriti tesoro dei Pache, ma viene scoperto e rinchiuso, da qui in poi sappiamo che viene affidato alle cure "rieducative" dei suoi compagni: Bron e Renim, scomparendo per parecchio tempo. Yoh e compagni lo rincontreranno nuovamente nel continente di Mu, proprio all'entrata dei Plant. Qui Silva appare diverso dal solito e attacca senza esitazione tutti i membri del gruppo, ma stavolta dando dimostrazione delle sue reali capacità. Alla fine lo scontro viene interrotto dagli officianti Bron e Renim, che ordinano a Silva di attendere gli avversari alla sua postazione. L'ultima volta vediamo Silva e Yoh che si scambiano una minaccia/promessa di rincontrarsi più avanti e combattere.
Kalim (カリム?, Karimu)
Doppiato da: Kazuhiro Nakata (serie 2001) Eiji Hanawa (serie 2021) (ed. giapponese), Marco Balzarotti (ed. italiana)
Membro dei dieci officianti è amico di Silva che è l'organizzatore del combattimento tra sciamani; è inoltre il responsabile di Horohoro.
Nichrom (ニクロム?, Nikorum)
Doppiato da: Kentarō Itō (serie 2001) (ed. giapponese), Paolo De Santis (serie 2001) (ed. italiana)
Nichrom è il più giovane membro del Consiglio degli Sciamani, è divenuto un seguace del malvagio Hao spinto dal suo odio per Ren, il quale gli ha ucciso il fratello maggiore Chrom, anch'egli membro del Consiglio, durante lo scontro che doveva verificare le abilità di sciamano dell'aggressivo partecipante al Torneo degli Sciamani.
Il suo spirito custode è Yellow Whip, uno scorpione.
Namari (ナマリ?)
È uno dei dieci officianti dello Shaman Fight, nello specifico è il responsabile della squadra dei Gandhara e anche uno dei personaggi più misteriosi di tutto il manga. Tenta d'impedire a Saty e alla sua squadra di rubare i cinque spiriti naturali, contrariamente ad altri officianti come Silva o Magna, preferisce mantenersi neutrale negli scontri fra gli sciamani. Tuttavia durante il suo scontro con Yoh e il suo gruppo sembra trattenersi volontariamente dall'usare la sua vera forza, tanto che alla fine viene colpito dal Kutenoogen Raiseifuka Tenson scagliato da Ren. Più avanti Bron l'officiante del Plant della valle, ricorre a una particolare tecnica di combattimento, la Pache Song.
Lo stesso Bron sosterrà che Namari essendo troppo sicuro di sé non vi ha fatto ricorso, ma vista l'ambiguità del personaggio, rimane ancora un mistero capire se in realtà Namari abbia favorito il gruppo di Yoh o abbia solo peccato di superbia. A parte tutto Namari resta in ogni caso un officiante molto forte e durante la sua battaglia nel Plant del deserto mette a durissima prova i suoi avversari, dimostrandosi un abilissimo stratega e sfruttando al meglio tutte le caratteristiche del terreno, riuscendo perfino a eliminare Ryu in un faccia a faccia. Il suo spirito Red Rope (レッドロープ?, Reddo Rōpu), lo spirito di un cobra, è sia veloce che forte e può contare anche su un'efficace difesa, la Boa No Sama, abbastanza resistente da respingere il Golden Punch di Bason.

## Gandhara
Sati Saigan (サティ・サイガン?)
Doppiato da: Kotono Mitsuishi (ed. giapponese), Giulia Franzoso (ed. italiana).
È la leader del gruppo Gandhara, uno dei tre grandi forzi dello Shaman Fights. È anche la caposquadra del Team "Nyorai".

## Secondari
Yohken Asakura (麻倉 葉賢?, Asakura Yōken)
doppiato da Shinichiro Miki (ed.giapponese) e Ruggero Andreozzi (ed.italiana)
Yohken è un giovane monaco asceta e uno sciamano, antenato di Yoh e discendente di Hao Asakura, l'antagonista principale della storia. Fu lui l'Asakura che sconfisse Hao 500 anni fa con l'aiuto di Matamune, lo spirito dal quale l'antenato, durante la sua prima vita, era affiancato. Nell'anime del 2001 si fa riferimento alla sconfitta impartita ad Hao mezzo millennio prima da un membro della sua famiglia, ma Yohken non viene mai nominato.
All'Inferno, lo spirito custode di Yohken è Dai Tengu.
Tamao Tamamura (玉村たまお?, Tamamura Tamao)
Doppiata da: Nana Mizuki (ed. giapponese), Serena Clerici (serie 2001 e 2021) (ed. italiana)
Tamao è un'apprendista sciamana e una veggente, anche se le sue visioni non sempre si rivelano esatte. È allegra e socievole, ma molto timida (all'inizio del manga si vede che scrive per comunicare), specie con Yoh, di cui è innamorata.
I suoi spiriti custodi sono Ponchi (ポンチ?) e Conchi (コンチ?, Konchi), simpatiche creature sempre pronte a proteggerla. Quando lei deve combattere, i due si fondono alla sua borsa, che si trasforma in un arco a forma di cuore.
Jun Tao (道 潤?)
Doppiata da: Michiko Neya (ed. giapponese), Alessandra Karpoff (ed. italiana)
È la sorella maggiore di Ren. È la persona a cui Ren tiene di più. È una doshi, capace, cioè, di controllare gli spiriti e anche i Kyoshi (zombie cinesi) con i suoi talismani. All'inizio, come il fratello, crede che gli spiriti siano solo degli strumenti e che non abbiano emozioni, ma, dopo l'incontro con Yoh, cerca di portare anche Ren sulla giusta strada e di salvarlo e ci riuscirà. È una giovane donna bellissima e, dopo l'incontro con Yoh, estremamente buona e dolce.
Men Tao (道 黽?, Tao Men)
Men è il figlio di Ren Tao ed Iron Maiden Jeanne, concepito probabilmente quando lui aveva meno di 21 anni e lei meno di 17.
Nel Kanzenban, Men è un bebè, ma ne L'epoca di Hana di Mentalité è un bambino di 7 anni. Ha un carattere molto forte e un atteggiamento scontroso, proprio come suo padre. È uno sciamano, e ha due spiriti custodi: Bason, lo spettro che combatteva al fianco di Ren prima che questo lo donasse a suo figlio, e Shamash, regalato al bambino invece dalla madre. L'arma di Men è la leggendaria Kwan-dao, ereditata dal padre, la stessa utilizzata da Bason quando era in vita.

### Lily Five
Un gruppo di ragazze sciamane con lo scopo di vincere il torneo degli sciamani. Appaiono soltanto nella serie del 2001.
Sharona (シャローナ?, Sharōna)
Doppiata da: Rumi Ochiai (serie 2001) (ed. giapponese), ? (serie 2001) (ed. italiana)
È la leader del gruppo. Vanitosa e arrogante vuole sempre avere la sua. A volte tende ad essere in contrasto con Lilly e Millie. Tuttavia, ha anche dimostrato di essere coraggiosa e determinata.
Sally (サリー?, Sarī)
Doppiata da: Inuko Inuyama (serie 2001) (ed. giapponese), Dania Cericola (serie 2001) (ed. italiana)
È aggressiva e attaccabrighe. In passato ha avuto problemi con la polizia.
Millie (ミリー?, Mirī, Milly nell'edizione italiana dell'anime del 2001)
Doppiata da: Miyako Itō (serie 2001) (ed. giapponese), Tosawi Piovani (serie 2001) (ed. italiana)
È la più piccola del gruppo. È allegra, vivace, infantile ma anche piagnucolona ed è innamorata di Lyserg. Ha avuto un'infanzia difficile perché veniva trattata male dalla madre, a causa della sua capacità di vedere i fantasmi.
Ellie (ミリー?, Erī, Elly nell'edizione italiana dell'anime del 2001)
Doppiata da: Makoto Tsumura (serie 2001) (ed. giapponese), Laura Brambilla (serie 2001) (ed. italiana)
Sembra molto schietta e esce spesso con Millie. In passato faceva la cheerleader ma viene lasciata dal fidanzato.
Lilly (リリー?, Rirī)
Doppiata da: Yui Horie (serie 2001) (ed. giapponese), ? (serie 2001) (ed. italiana)
Normalmente calma e in gran parte silenziosa, Adora fare battute su Ellie e Millie. È stata vittima di bullismo da parte dei suoi compagni di classe, a causa della sua capacità di vedere i fantasmi.

## Spiriti custodi
Amidamaru (阿弥陀丸?)
Doppiato da: Katsuyuki Konishi, Mitsuki Saiga (da ragazzo, ep. 11, serie 2001), Akeno Watanabe (da ragazzo, ep. 4, serie 2021) (ed. giapponese), Claudio Moneta (serie 2001 e 2021), Renato Novara (serie 2021, da ragazzo) (ed. italiana)
È lo spirito principale di Yoh Asakura, ed è il fantasma di un samurai vissuto oltre seicento anni prima, ai tempi del Giappone feudale. Quando era in vita, Amidamaru era temuto dai suoi avversari, ed era conosciuto come un demonio, perché con la sua katana, l'Harusame, era in grado di uccidere molti nemici senza bisogno di alcun aiuto. Nonostante fosse un così temuto guerriero, era una persona molto sentimentale, specialmente attaccato a un suo buon amico d'infanzia, che gli aveva anche forgiato la sua spada. Seicento anni dopo la sua morte Amidamaru torna a essere un temibile combattente quando si fonde col corpo di Yoh.
Nel sequel Shaman King Flowers, Amidamaru è il custode del figlio di Yoh e Anna, Hana. Questi, al contrario del padre, non ascolta i consigli del fantasma e lo sfrutta solo nei combattimenti: infatti gli tira un pugno quando gli suggerisce di dedicarsi più alla scuola che ai combattimenti. Ma Amidamaru gli vuole bene lo stesso e per le grandi doti sciamaniche rivede in lui il padre, Yoh. Quando la promessa sposa di Hana, miglior allieva di sua madre e figlia dell'officiante Silva, Alumi Niumbirch, li raggiunge; per Amidamaru si ripete quanto avvenuto con Anna: quotidiana umiliazione e duro allenamento.
Anthony Mazzuca di CBR ha classificato lo scontro tra Tokageroh e Amidamaru come il quinto peggiore della serie. Al personaggio sono stati dedicati anche alcuni prodotti di merchandising tra cui delle action figure.
Tokageroh (トカゲロウ?)
Doppiato da: Wataru Takagi (ed. giapponese), Stefano Albertini (ed. italiana)
È lo spirito di Ryu, è il fantasma di un ladro vissuto seicento anni prima degli eventi della serie, più precisamente nella stessa epoca di Amidamaru. In vita venne ucciso dal samurai; intento a vendicarsi ad ogni costo, il suo odio ha portato la sua pelle a mutare di colore verde rendendola simile a quella di una lucertola. Successivamente riuscirà a riappacificarsi con Amidamaru.
Kororo (コロロ?)
Doppiata da: Nana Mizuki (serie 2001), Megumi Nakajima (serie 2021) (ed. giapponese), Loredana Foresta (serie 2001), Veronica Cuscusa (serie 2021) (ed. italiana)
È lo spirito di Horo Horo, una Korpokkur (ovvero "piccole persone sotto le foglie di farfaraccio") in grado di controllare neve e ghiaccio, inseparabile amica e alleata del ragazzo. Prende una cotta per Manta, nonostante questi sia un umano, a causa della straordinaria somiglianza (fatta notare sia da Horo Horo che da Yoh) tra questi e un Korpokkur. La sua vera identità è Tamiko Kurobe, amica d’infanzia e amore perduto di Horo Horo, si trasferì nel suo villaggio perché il padre doveva costruire una diga e per questo fu isolata da tutti a scuola in quanto la diga avrebbe rovinato l’ambiente del villaggio. Essendo Horo Horo a sua volta isolato perché vedeva gli spiriti i due fecero amicizia. Morì assiderata nelle montagne dopo essersi persa seguendo Horo Horo nelle montagne innevate, che la ignorava da tempo per ordine degli anziani della sua tribù. Gli spiriti Korpokkur si offrirono di guidare la sua anima nell’aldilà ma ella rifiutò perché voleva sapere perché Horo Horo si fosse allontanato da lei. Così scelse di diventare uno spirito korpokkur per restare nel mondo dei vivi e diventò lo spirito custode di Horo Horo, ignaro della sua identità. Solo quando Horo Horo confesserà la verità e i suoi rimpianti per la sua morte Kororo riprenderà la sua forma umana per un breve periodo di tempo promettendo che starà per sempre accanto a lui.
Elisa Faust (エリザ・ファウスト?, Eriza Fausuto)
Doppiata da: Yuka Komatsu (serie 2001) (ed. giapponese),  Laura Brambilla (serie 2001), Tania De Domenico (serie 2021) (ed. italiana)
È lo spirito di Faust, in vita era una giovane donna malata terminale, che Faust tentò in ogni modo di curare, riuscendo nel suo intento. I due decisero così di aprire una clinica insieme e si sposarono, ma dopo un breve periodo di felicità, un ladro fece irruzione nella clinica ed uccise Elisa. Da quel momento Faust decide di utilizzare i propri poteri di medium per farla diventare il suo spirito custode.
Morphin (モルフィン?, Morufunn)
Doppiata da: ? (serie 2001) (ed. giapponese), Loredana Foresta (serie 2001) (ed. italiana)
È lo spirito di Lyserg, è una fata che viene tramandata da generazioni e generazioni dalla sua famiglia.
Mic (ミック?, Mikku)
Doppiato da: Yūji Ueda (ed. giapponese), ? (serie 2001) (ed. italiana)
È lo spirito di Chocolove, ha l'aspetto di un giaguaro e in passato apparteneva al mentore di Chocolove.
Bason (馬 孫?, Mǎsūn)
Doppiato da: Shinpachi Tsuji (serie 2001), Kousuke Takaguchi (serie 2021) (ed. giapponese), Guido Rutta (serie 2001), Matteo Brusamonti (serie 2021) (ed. italiana)
Bason è lo spirito custode di Ren Tao. Esperto di qualsiasi arma, è il fantasma di un generale cinese che comandava le truppe di Kubilai Khan 800 anni fa. È sempre stato al servizio della famiglia Tao. È stato ucciso dopo essere caduto dal suo cavallo Kokuto.
Matamune (マタムネ?)
Doppiato da: Hideyuki Tanaka (ed. giapponese), Luca Sandri (ed. italiana)
Matamune è un nekomata, lo spirito di un gatto a due code; porta con sé una pipa, il suo strumento per raggiungere l'Over Soul, e una collana con tre artigli di orso (che in seguito verrà donata a Yoh Asakura). Serve la famiglia Asakura da un millennio, e passa la sua vita girando per il mondo. Egli afferma di aver visto di tutto, e passa la maggior parte del suo tempo leggendo libri.
Spirit of Sword Byakko (O.S. スピリット・オブ・ソード: 白鵠?, O. S. Supiritto obu Sōdo: Byakkō)
È l'ultimo Over Soul di Yoh Asakura e il suo spirito Amidamaru. Byakko non è altro che l'evoluzione dell'originale Spirit of Sword, creato sfruttando la spada Harusame e l'antico cimelio di famiglia Futsuno Mitama no Tsurugi.
La vera rivoluzione sta nel fatto che in Spirt of Sword i due mezzi vengono tenuti entrambi in una mano, mentre in Byakko l'Harusame sta nella mano destra (costituendo con la spada il lato offensivo dell'Over Soul), Futsumo Mitama no Tsurugi sta invece nella mano sinistra (costituendo con uno scudo il lato difensivo dell'Over Soul).
Byakko è stato creato da Yoh con la caratteristica di un cigno, visto che è sempre stato attirato da questo animale, infatti il collo della spada può ritrarsi ed estendersi come il collo di un cigno.
Byakko è un Over Soul di specie Kobaku, ovvero armatura, come quello di Hao (Kurobina) e di tutti i compagni di Yoh.
Nello scudo di Byakko è raffigurata la figura di un albero. Lo stemma della famiglia Asakura, inizialmente era una stella a cinque punte, simbolo dei principi Yin e Yang, scelto dal capostipite Hao.
L'unico colpo speciale di Byakko è il Mumumyoyakumu (formula buddista intraducibile), l'onda della purificazione.
Nell'anime del 2001 non compare questo Over Soul, infatti la storia si conclude quando Yoh usa ancora il tradizionale Spirit of Sword. Nel manga invece viene raffigurato la prima volta nel volume 27, quando Yoh viene mandato all'inferno dalla principessa Saty, il capo supremo dei Gandhara. Qui, nel mondo infernale Tokatsu Jigoku, Yoh affronta lo spirito di Yohken Asakura, l'antenato che durante lo Shaman Fight di 500 anni prima sconfisse Hao con l'aiuto di Matamune.